# Johannes Michels
Johannes (Jan) Michels (Amsterdam, 1910 – Alphen aan den Rijn, 1998), was een Nederlands bestuurder in de toenmalige kolonie Suriname. Hij was Hoofd Binnenlands Bestuur in deze kolonie, en districtscommissaris van Saramacca, Cottica en Suriname, het stadsdistrict Paramaribo en Brokopondo. Hij is vooral bekend geworden als verdediger van de mensen en de natuur in het gebied waar het Brokopondostuwmeer is aangelegd.

## Bestuurder
Michels studeerde indologie aan de Universiteit Leiden. In 1937 vertrok hij naar Suriname, als ambtenaar ter beschikking van gouverneur J.C. Kielstra. Deze was eerder ambtenaar geweest in Nederlands-Indië, en wilde de Surinaamse bestuursdienst hervormen naar Indisch model. Hij zocht hiervoor academisch geschoolde kandidaten in Nederland.
In Suriname werd Michels aanvankelijk tewerkgesteld op het Bureau voor Sociaal-economische en Crisiszaken. In 1940 werd hij secretaris van de Deviezencommissie. Daarna had hij verschillende betrekkingen in de bestuursdienst:
- 1943–1945: districtscommissaris van Saramacca en Cottica, standplaats Groningen
- 1945–1951: districtscommissaris van Suriname, standplaats Combé
- 1951–1959: Hoofd Binnenlands Bestuur; waarnemend districtscommissaris Paramaribo
- 1959–1961: districtscommissaris Brokopondo, standplaats Kabel (nu onder water), later Brokopondo[3][4]
- 1961–1968: Hoofd Binnenlands Bestuur; waarnemend districtscommissaris Saramacca en Suriname

Als hoofd Binnenlands Bestuur organiseerde hij verschillende expedities en tochten in het binnenland. In 1953 ging hij op expeditie naar de rivier Oelemari, om daar inheemse stammen te traceren waarmee nog geen contact was gelegd. In 1957 begeleidde hij de cineast Herman van der Horst op dienst expeditie, die verwerkt zou worden in de documentaire Faja Lobbi die in 1960 bekroond werd met een Gouden Beer op het Filmfestival van Berlijn.
Vanaf 1958 werd Michels belast met de voorbereidingen voor de transmigratie van de bewoners uit het gebied waar het 'Prof. dr. ir. W.J. van Blommesteinmeer' (later het Brokopondostuwmeer) zou komen. Een jaar later kreeg hij als taak in dit gebied het district Brokopondo op te richten. In zijn in 1958 verschenen rapport De transmigratie van Saramaccaners en Aucaners Boven-Suriname kwam hij op voor de belangen van de transmigranten. Dit rapport leidde tot onvrede onder de regering: het rapport werd weggestopt, en Michels werd teruggeroepen naar Paramaribo, waar hij opnieuw Hoofd Binnenlands Bestuur werd.

## Overige functies
Tijdens zijn functie als Hoofd Binnenlands Bestuur was Michels tevens voorzitter van de Stichting Surinaams Museum. In 1967 zorgde hij ervoor dat dit museum in de voormalige gevangenis Fort Zeelandia gevestigd werd.
Na zijn bestuursperiode werd hij voorzitter van de Vereniging Surinaams Bedrijfsleven, tot aan de onafhankelijkheid in 1975. In deze periode was hij tevens voorzitter van de raad van commissarissen van de Landbouwmaatschappij Victoria, die vooral palmolie produceerde.
Verder was hij secretaris van de Dierenbescherming in Suriname. In deze functie zette hij zich ervoor in om de dieren te redden in het gebied waar het Van Blommesteinmeer zou worden aangelegd. Hij lanceerde de noodkreet Time is short and the water rises. De International Society for the Protection of Animals (ISPA) die later zou opgaan in de World Society for the Protection of Animals organiseerde hierop een reddingsactie (Operation Gwamba), die is vastgelegd in een boek door John Walsh.